# 李蓼源
李蓼源（1925年3月—2022年11月7日），河南淮阳人，中国政治人物，曾任阎锡山秘书，中国国民党革命委员会中央委员会常务委员、山西省委员会主任委员、山西省人大常委会副主任，第八届全国政协委员。